# Flota Combinată
Flota Combinată (în limba japoneză 聯合艦隊 Rengō Kantai a fost componenta principală a Marinei Imperiale Japoneze între anii 1894–1945. Până în 1933 această unitate se forma doar temporar cu ocazia unor operațiuni din unități navale separate.  
Flota Combinată a participat la:
- Primul Război Chino-Japonez
- Războiul ruso-japonez
- Primul Război Mondial
- Al Doilea Război Mondial

După ce Japonia a pierdut cel de-al Doilea Război Mondial, unitatea a fost dizolvată.

## Comandanții Flotei Combinate
Comandanți
|    | Grad       | Nume               | De la             | Până la           |
| -- | ---------- | ------------------ | ----------------- | ----------------- |
| 1  | Viceamiral | Itoh Sukeyuki      | 18 iulie 1894     | 11 mai 1895       |
| 2  | Viceamiral | Arichi Shinanojo   | 11 mai 1895       | 16 noiembrie 1895 |
| 3  | Viceamiral | Togo Heihachiro    | 28 decembrie 1903 | 20 decembrie 1905 |
| 4  | Viceamiral | Ijuin Goro         | 8 octombrie 1908  | 20 noiembrie 1908 |
| 5  | Viceamiral | Motaro Yoshimatsu  | 1 noiembrie 1915  | 13 decembrie 1915 |
| 6  | Viceamiral | Motaro Yoshimatsu  | 1 septembrie 1916 | 14 octombrie 1916 |
| 7  | Amiral     | Motaro Yoshimatsu  | 1 octombrie 1917  | 22 octombrie 1917 |
| 8  | Amiral     | Yamashita Gentaro  | 1 septembrie 1918 | 15 octombrie 1918 |
| 9  | Amiral     | Yamashita Gentaro  | 1 iunie 1919      | 28 octombrie 1918 |
| 10 | Amiral     | Yamaya Tanin       | 1 mai 1920        | 24 august 1920    |
| 11 | Amiral     | Tochinai Sojiro    | 24 august 1920    | 31 octombrie 1920 |
| 12 | Amiral     | Tochinai Sojiro    | 1 mai 1921        | 31 octombrie 1921 |
| 13 | Viceamiral | Takeshita Isamu    | 1 decembrie 1922  | 27 ianuarie 1924  |
| 14 | Amiral     | Suzuki Kantaro     | 27 ianuarie 1924  | 1 Decembrie 1924  |
| 15 | Amiral     | Okada Keisuke      | 1 decembrie 1924  | 10 decembrie 1926 |
| 16 | Viceamiral | Hiroharu Kato      | 10 decembrie 1926 | 10 decembrie 1928 |
| 17 | Amiral     | Naomi Taniguchi    | 10 Decembrie 1928 | 11 noiembrie 1929 |
| 18 | Viceamiral | Eisuke Yamamoto    | 11 noiembrie 1929 | 1 decembrie 1931  |
| 19 | Viceamiral | Seizo Kobayashi    | 1 decembrie 1931  | 15 noiembrie 1933 |
| 20 | Viceamiral | Nobumasa Suetsugu  | 15 noiembrie 1933 | 15 noiembrie 1934 |
| 21 | Viceamiral | Sankichi Takahashi | 15 noiembrie 1934 | 1 decembrie 1936  |
| 22 | Viceamiral | Mitsumasa Yonai    | 1 decembrie 1936  | 2 februarie 1937  |
| 23 | Amiral     | Osami Nagano       | 2 februarie 1937  | 1 decembrie 1937  |
| 24 | Viceamiral | Zengo Yoshida      | 1 decembrie 1937  | 30 august 1939    |
| 25 | Amiral     | Isoroku Yamamoto   | 30 august 1939    | 18 aprilie 1943   |
| 26 | Amiral     | Mineichi Koga      | 21 mai 1943       | 31 martie 1944    |
| 27 | Amiral     | Soemu Toyoda       | 3 mai 1944        | 29 mai 1945       |
| 28 | Viceamiral | Jisaburo Ozawa     | 29 mai 1945       | 10 octombrie 1945 |

### Câțiva dintre comandanții Flotei Combinate

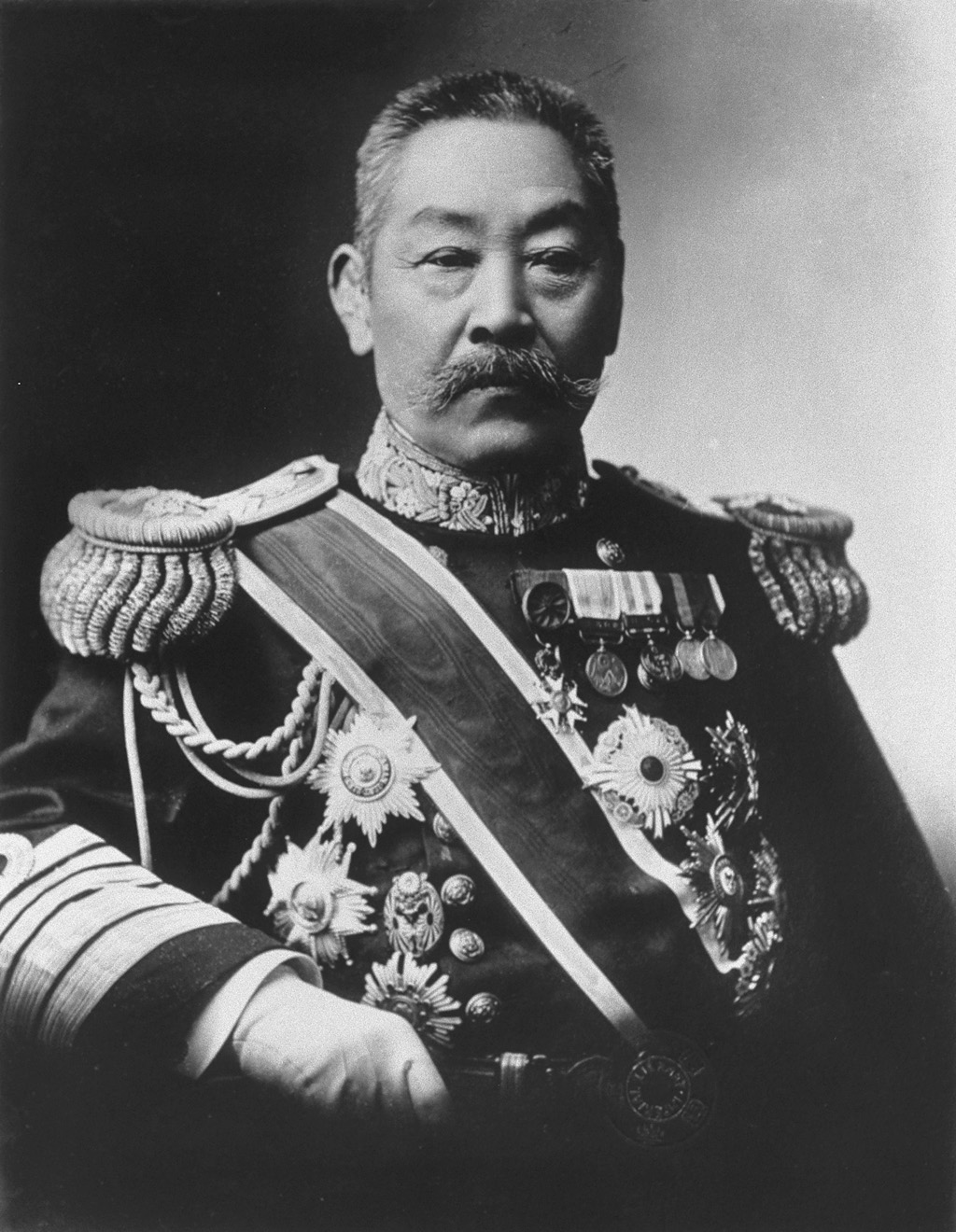
Itoh Sukeyuki
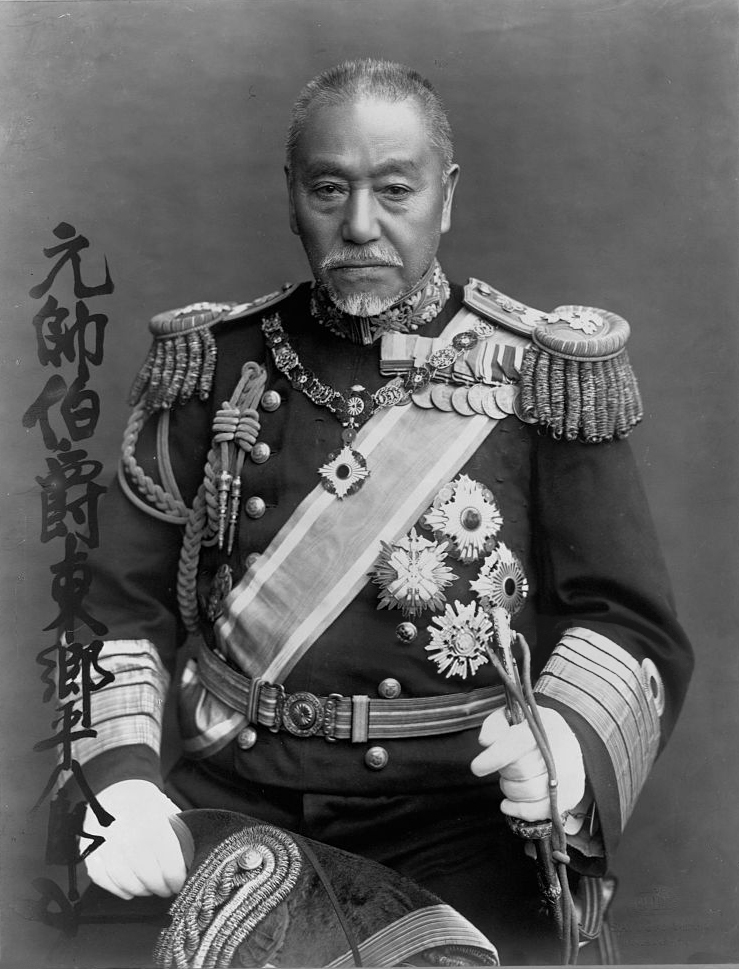
Tōgō Heihachirō
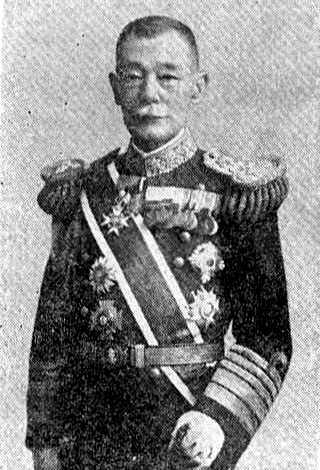
Yamashita Gentaro
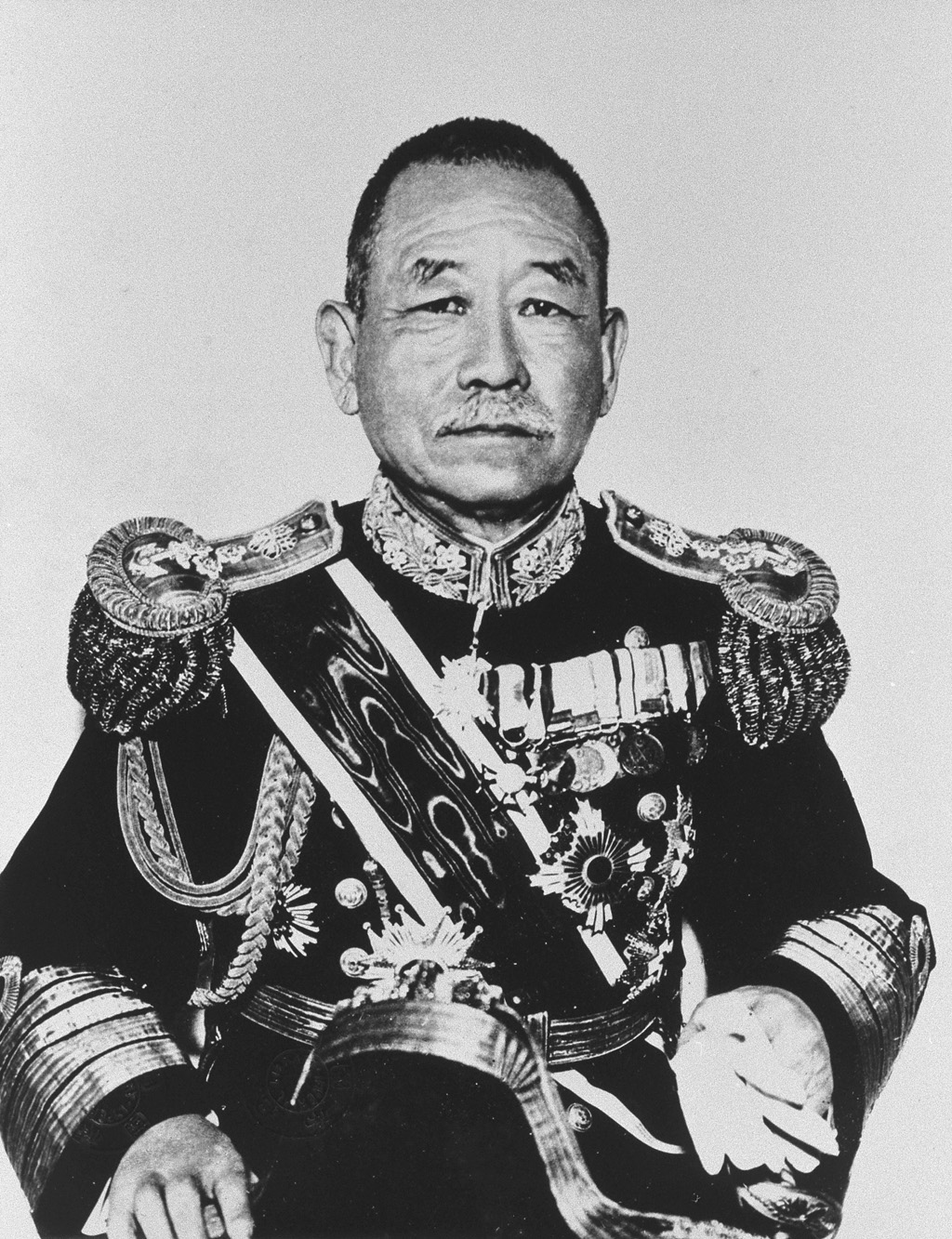
Keisuke Okada
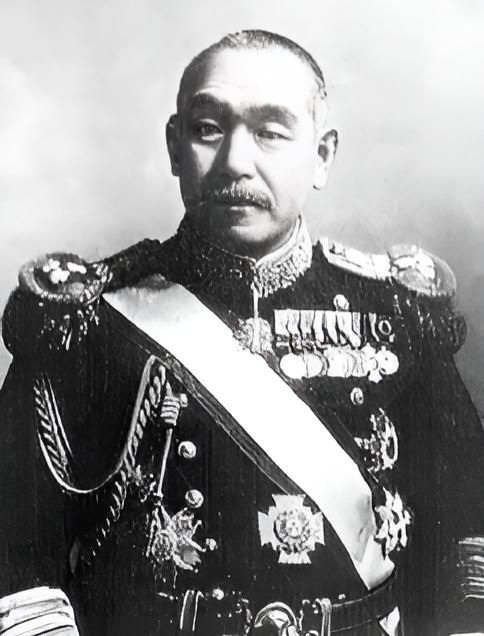
Suzuki Kantaro
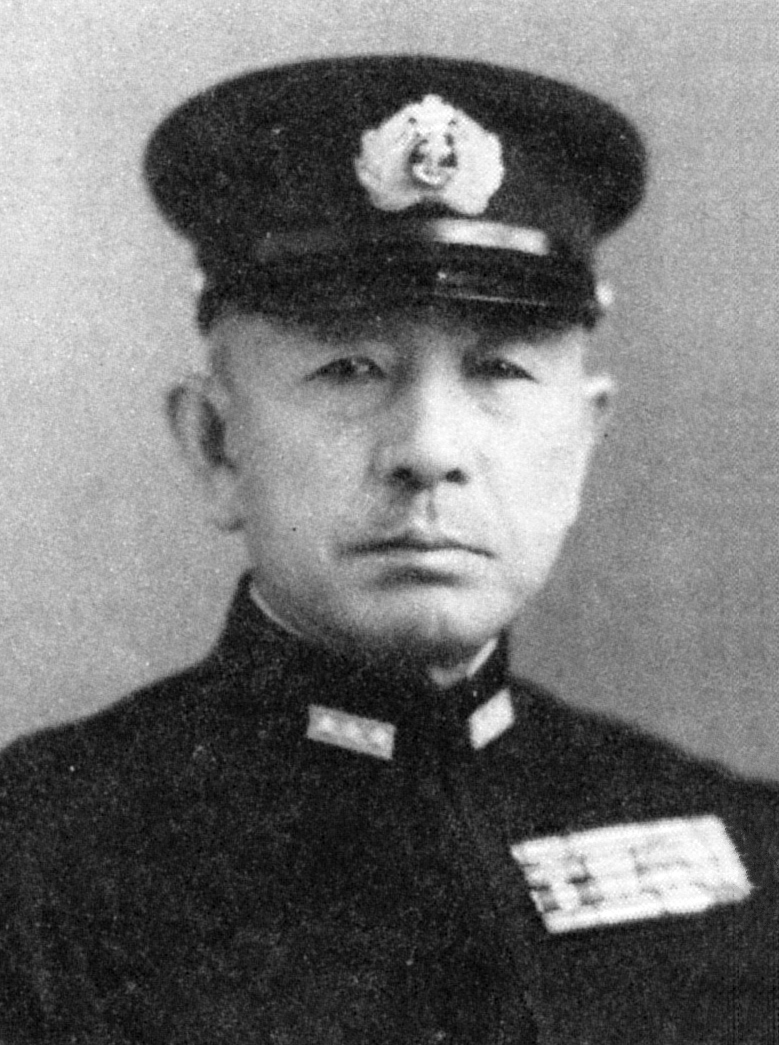
Koga Mineichi
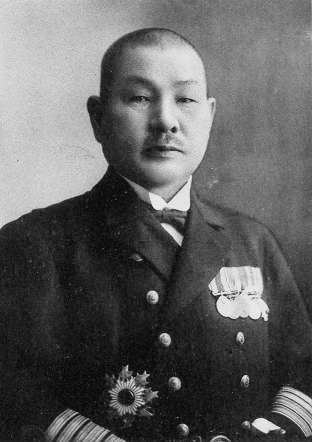
Toyoda Soemu
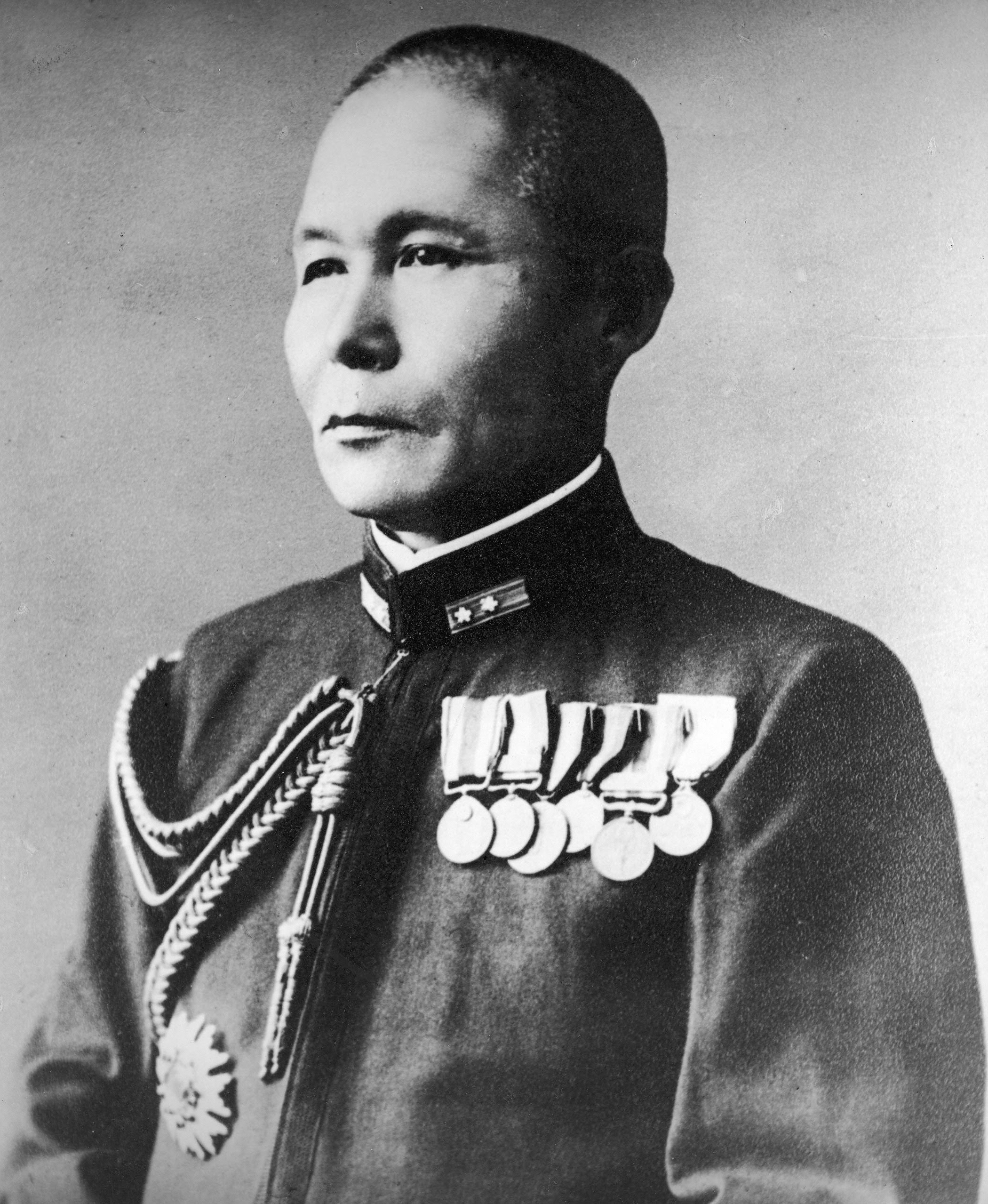
Jisaburō Ozawa

### Legături Externe
- Nishida, Hiroshi. „Imperial Japanese Navy”. Accesat în 25 august 2007.
- Wendel, Marcus. „Axis Database”. Accesat în 25 august 2007.
- World War II Armed Forces – Orders of Battle and Organizations Arhivat în 28 decembrie 2012, la Wayback Machine.
- Nihon Kaigun